# Maroeska Metz
Maroeska Metz (Amsterdam, 3 januari 1959) is een Nederlandse ontwerper en auteur. Typerend voor haar werk is de zogenoemde Maroeskakrul.

## Leven en werk

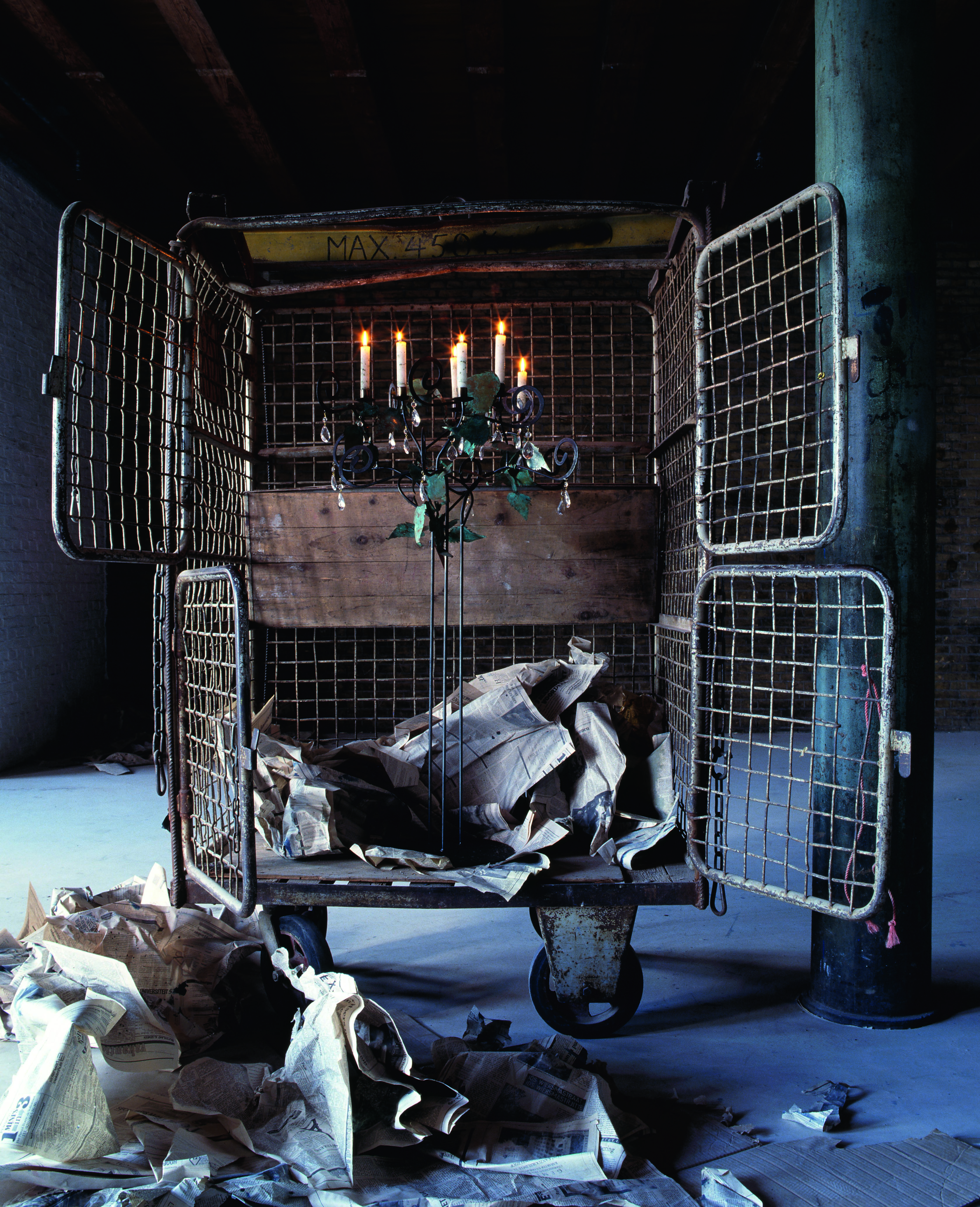
Krullenkandelaar van Metz uit 1989

Metz volgde tussen 1980 en 1985 de opleiding beeldhouwen aan de Gerrit Rietveld Academie in Amsterdam, waar zij afstudeerde met het project Eetbare beelden. Na vijf jaar als beeldhouwer te hebben gewerkt, ontwierp zij voor eigen gebruik een kandelaar van smeedijzer. Haar kandelaars en verlichting trokken daarna internationaal belangstelling. Behalve lampen ontwierp ze meubels, serviezen, glaswerk en sieraden.
Sinds 1989 heeft Metz een eigen label onder de naam Maroeska Metz. Zij ontwerpt en produceert voornamelijk voor dit label, maar maakte ook ontwerpen voor onder andere Gelderland/Arx, Designers Guild, Arzberg en Essenza.
Artikelen over haar werk zijn verschenen in onder meer Vogue, Elle Decoration en World of Interiors. In 2015 is er een fotoboek van René en Barbara Stoeltie over haar uitgekomen bij een Franse uitgeverij. Werk van Metz bevindt zich privécollecties en musea in binnen- en buitenland.

## Koken
Ter afronding van haar opleiding als beeldhouwer maakte ze in 1985 bij de expositie 'Eetbare beelden' een boekje met tekeningen van baksels en bijbehorende recepten. Metz tweede publicatie 'Visgezichten' kwam uit in november 1987. De recepten hierin werden geschreven door mensen uit de kookwereld, waaronder Johannes van Dam en Henk Savelberg. In 2007 begon Metz met het opschrijven van recepten voor haar kinderen. Dit resulteerde in een kookschrift met de smaken van thuis 'Maroeska’s kookboek'. In 2018 verscheen een kookboek genaamd 'Hoe Dan?!', met recepten uit zeven keukens. Alle recepten zijn voorzien van een video. Het boek werd genomineerd voor Gouden Kookboek 2018 maar won de prijs niet.

## Televisie
In de winter van 2018-2019 was Metz deelnemer in het televisieprogramma Heel Holland Bakt van Omroep MAX, waarin ze verliezend finalist was. Haar deelname kwam op social media onder vuur te liggen, omdat ze al een kookboek had uitgegeven en als kandidaat daarom 'te professioneel' zou zijn. Dit werd later door de omroep tegengesproken, ze is wel degelijk een amateurbakker en heeft nooit een kook- of bakopleiding gevolgd. De ophef bleef echter bestaan.
- Bibliothèque nationale de France: cb169614631 (data)
- Gemeinsame Normdatei: 1073167356
- International Standard Name Identifier: 0000 0003 8843 4235
- Nederlandse Thesaurus van Auteursnamen: 069296758
- RKD-Nederlands Instituut voor Kunstgeschiedenis: 55567
- Union List of Artist Names: 500229864
- Virtual International Authority File: 127749940
- WorldCat: E39PBJrm8qqtqfFhQwTCFK9Yyd